# 入出息念経
『入出息念経』（にゅうしゅつそくねんきょう、巴: Ānāpānassati-sutta, マハーカッターリーサカ・スッタ）とは、パーリ仏典経蔵中部に収録されている第118経。『出入息念経』（しゅつにゅうそくねんきょう）、『治意経』（ちいきょう）とも。
類似の伝統漢訳経典としては、『治意経』（大正蔵96）等がある。
釈迦が、比丘たちに入出息念（アーナーパーナ・サティ）、四念処、七覚支などについて説いていく。

## 構成

### 登場人物
- 釈迦

### 場面設定
ある時、釈迦はサーヴァッティー（舎衛城）のミガーラマーター講堂に滞在していた。
そこでは釈迦の古参の有名な弟子たち（十大弟子）が新参の比丘たちを指導していた。
釈迦は比丘たちに、理想の僧が具えているべき二十の柱、そして解脱に至る道程として、入出息念（アーナーパーナ・サティ）、四念処、七覚支について説く。
比丘たちは歓喜してそれを信受する。

## 日本語訳
- 『南伝大蔵経・経蔵・中部経典4』（第11巻下） 大蔵出版
- 『パーリ仏典 中部（マッジマニカーヤ）後分五十経篇I』 片山一良訳 大蔵出版
- 『原始仏典 中部経典4』（第7巻） 中村元監修 春秋社